# Simeon Lukač
Blahoslavený Simeon Lukač (ukrajinsky Симеон Лукач, 7. července 1893 – 22. srpna 1964) byl ukrajinský řeckokatolický biskup, který byl za sovětské éry vězněn v táboře nucených prací. Katolická církev jej uctívá jako blahoslaveného mučedníka.

## Život
Narodil se ve vesnici Starunya poblíž dnešního Ivano-Frankivska v rodině prostých rolníků. Od roku 1913 studoval bohosloví v řeckokatolickém kněžském semináři. Kvůli válečným událostem ale přijal kněžské svěcení až v roce 1919. Poté, kdy se v Rusku chopili moci bolševici, začala být řeckokatolická církev pronásledována (jelikož nešlo a nejde o národní církev, bylo sovětům jasné, že ji nemohou ovládnout a rozhodli se jí tedy zničit). Začala tedy působit v ilegalitě. V roce 1945 byl Simeon Lukač v tajnosti vysvěcen na biskupa. O čtyři roky později byla jeho ilegální církevní činnost odhalena, a 26. října 1949 byl zatčen NKVD. Biskup Simeon byl brutálně vyšetřován, a v roce 1955 byl převezen do lágru v Krasnojarsku. I v krajně obtížných podmínkách gulagu nepřestal Simeon působit jako duchovní a poskytoval ilegální duchovní péči spoluvězňům. Zemřel v Krasnojarsku 22. srpna 1964.

## Beatifikace
V roce 2001 byl Simeon Lukač papežem sv. Janem Pavlem II. beatifikován, spolu s 26 dalšími ukrajinskými řeckokatolickými mučedníky (např. s Vasylem Velyčkovskym či Zynovijem Kovalykem). V liturgickém kalendáři je připomínán k datu svého úmrtí – 22. srpna.